# Số Markov

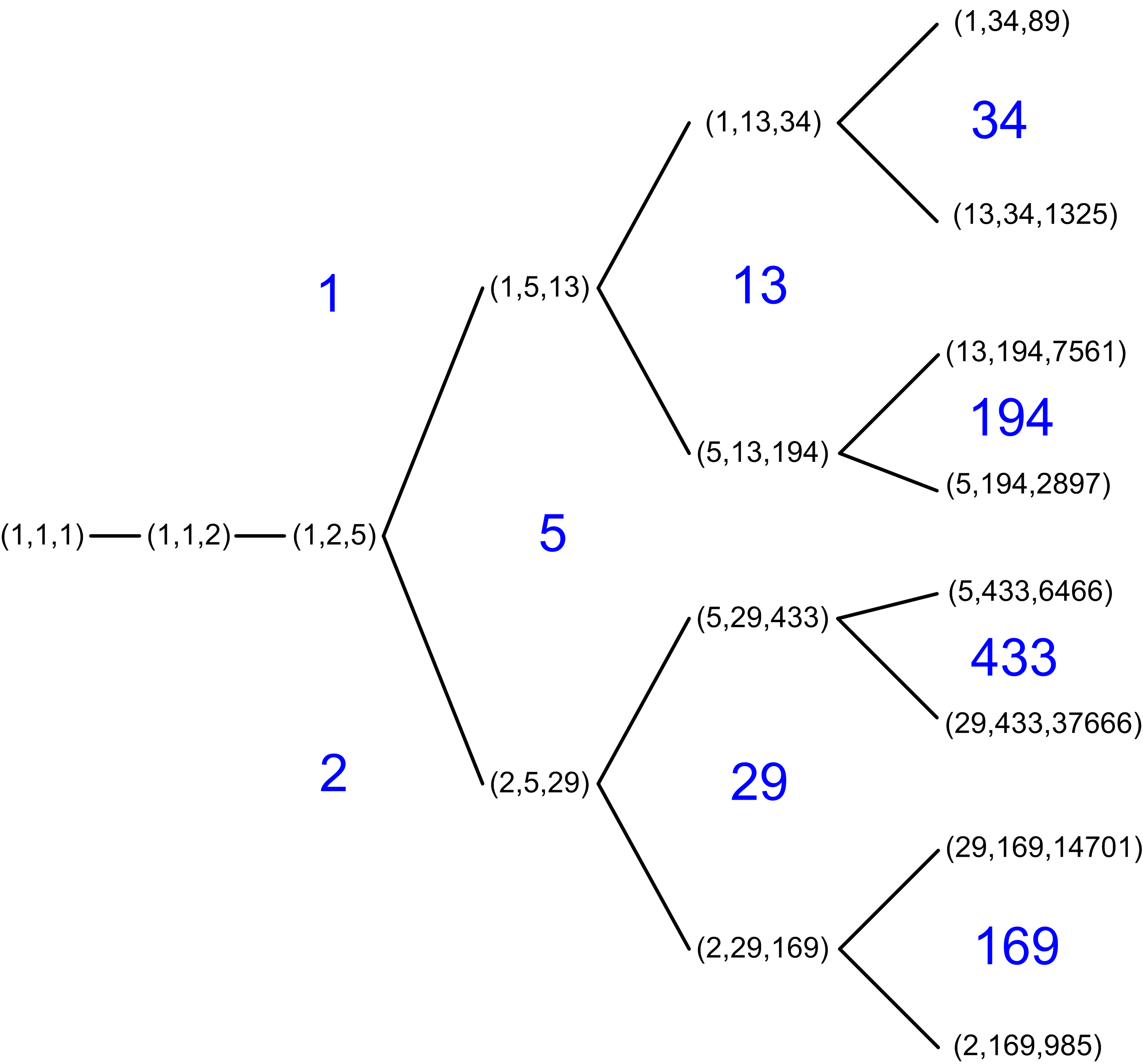
Các cấp độ của cây số Markov

Số Markov hoặc số Markoff là một số nguyên dương x, y hoặc z mà là một phần tập nghiệm của phương trình Markov Diophantine như sau:
{\displaystyle x^{2}+y^{2}+z^{2}=3xyz}
Số Markov được nghiên cứu bởi Andrey Markoff (1879, 1880).
Một vài số Markov đầu tiên là
1, 2, 5, 13, 29, 34, 89, 169, 194, 233, 433, 610, 985, 1325, ... (dãy số A002559 trong bảng OEIS)
xuất hiện trong bộ ba Markov (tập nghiệm của phương trình Markov)
(1, 1, 1), (1, 1, 2), (1, 2, 5), (1, 5, 13), (2, 5, 29), (1, 13, 34), (1, 34, 89), (2, 29, 169), (5, 13, 194), (1, 89, 233), (5, 29, 433), (1, 233, 610), (2, 169, 985), (13, 34, 1325) ,. . .
Có vô hạn số Markov và bộ ba Markov